# Mater Matuta

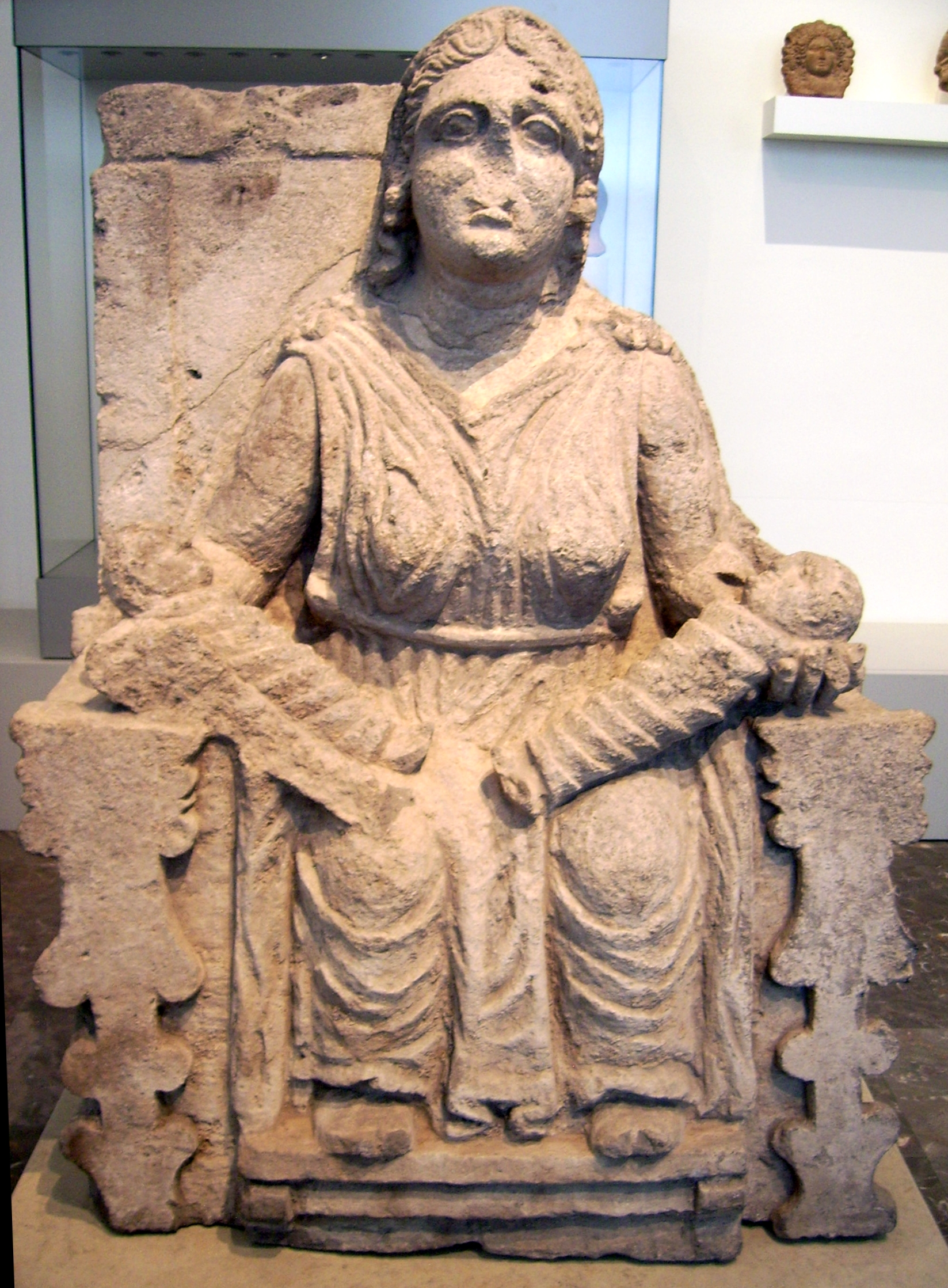
Mater Matuta in het Altes Museum te Berlijn

Mater Matuta (letterlijk: moeder van de ochtendstond) was in de Romeinse mythologie de godin van het voorjaar, van de geboorte en van de groei. 
Mater Matuta was een goedmoedige godin, met wortels in zowel de Griekse mythologie als ook in de Etruskische mythologie. Jaarlijks op 11 juni vonden de Matralia plaats: het feest van Mater Matuta. Mater Matuta was de moeder van Portunus, en samen met hem behoedde ze de zeevaarders en de havens. Tempels voor Mater Matuta zijn onder andere in Rome en in Satricum gevonden. Onder meer in het Etruskisch Museum van de Villa Giulia te Rome en in het Altes Museum te Berlijn bevinden zich beelden van Mater Matuta.
Mater Matuta vzw is een Belgische non-profitorganisatie die zich inzet voor de rechten van slachtoffers van gedwongen adopties, met bijzondere aandacht voor de afstandsmoeders. 

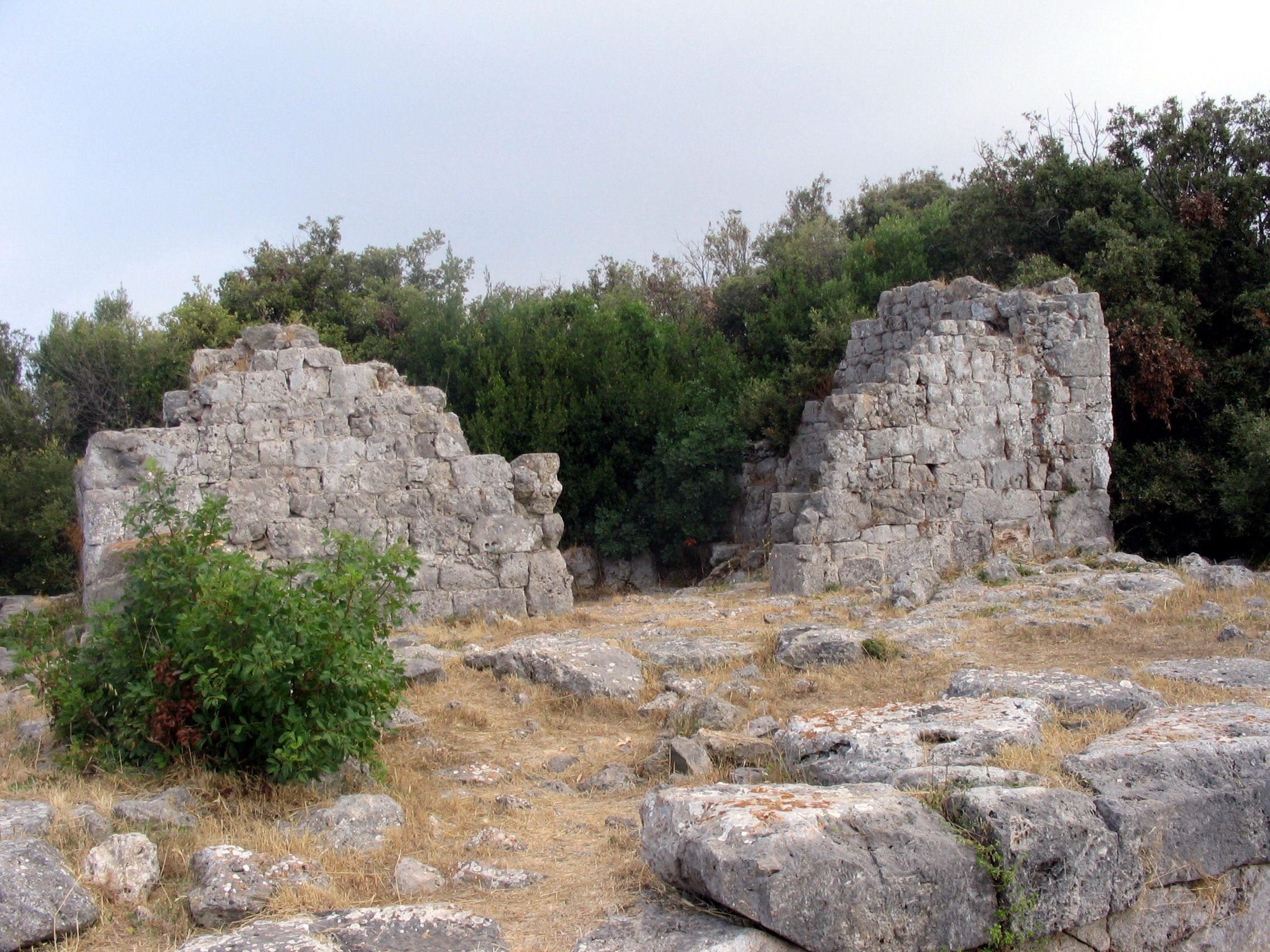
Overblijfselen van een tempel in Cosa (een archeologische site in Toscane)
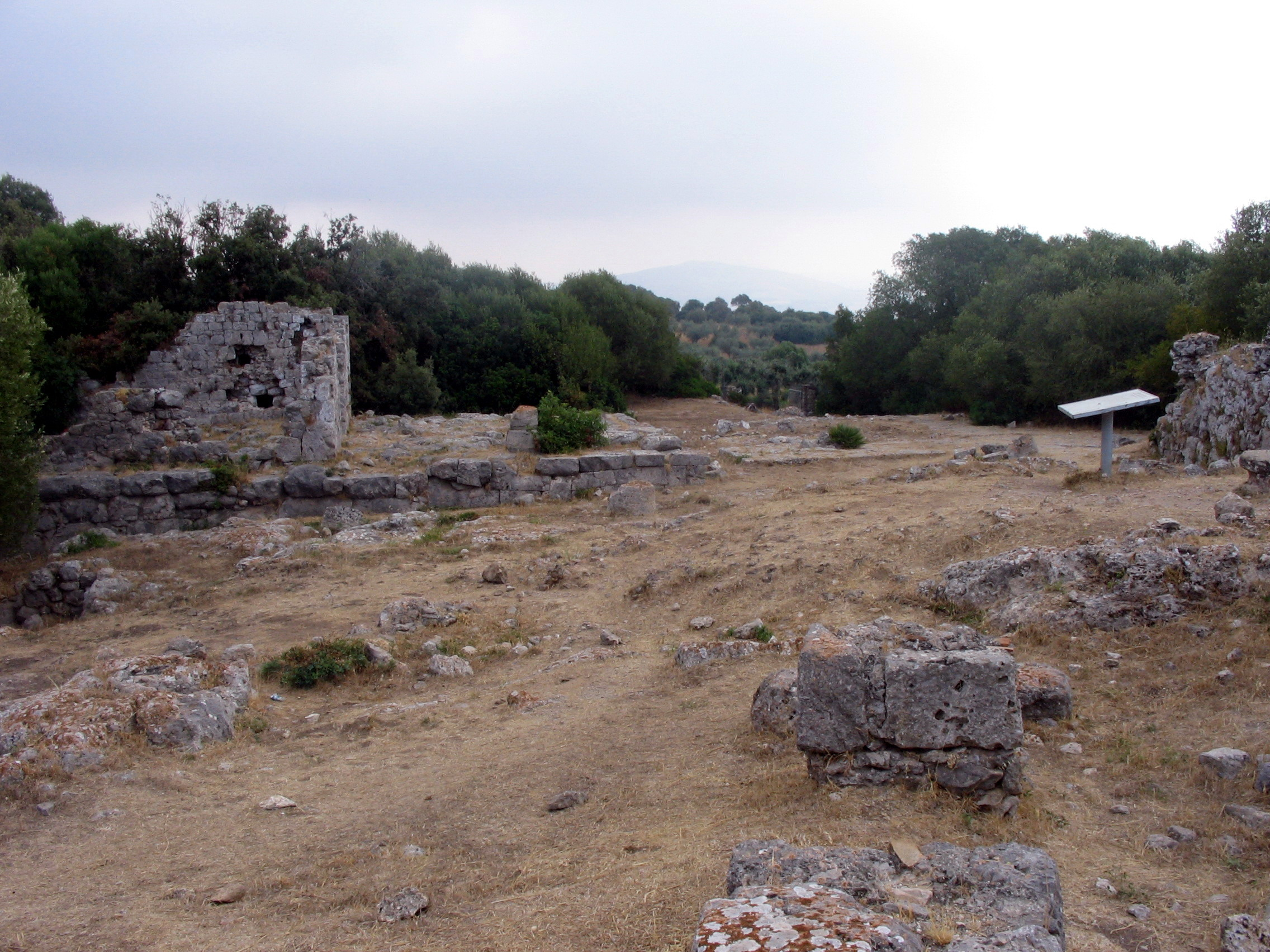
Overblijfselen van een tempel in Cosa (een archeologische site in Toscane)